# Gazet van Antwerpen Trofee 2009-2010
Il Gazet van Antwerpen Trofee 2009-2010, ventitreesima edizione della corsa ciclistica, si svolse tra il 10 ottobre 2009 ed il 21 febbraio 2010.

## Uomini Elite

### Risultati
| # | Data        | Città      | Evento                        | Vincitore     | Leader della Cl. mondiale |
| - | ----------- | ---------- | ----------------------------- | ------------- | ------------------------- |
| 1 | 10 ottobre  | Namur      | Cyclo-Cross de la Citadelle   | Niels Albert  | Niels Albert              |
| 2 | 25 ottobre  | Oudenaarde | Koppenbergcross               | Sven Nys      | Sven Nys Niels Albert     |
| 3 | 21 novembre | Hasselt    | Grote Prijs van Hasselt       | Zdeněk Štybar | Niels Albert              |
| 4 | 12 dicembre | Essen      | Grote Prijs Rouwmoer          | Niels Albert  | Niels Albert              |
| 5 | 29 dicembre | Loenhout   | Azencross                     | Sven Nys      | Niels Albert              |
| 6 | 1º gennaio  | Baal       | Grote Prijs Sven Nys          | Sven Nys      | Sven Nys                  |
| 7 | 6 febbraio  | Lille      | Krawatencross                 | Sven Nys      | Sven Nys                  |
| 8 | 21 febbraio | Oostmalle  | Internationale Sluitingsprijs | Bart Wellens  | Sven Nys                  |

### Classifica generale
| Pos. | Corridore             | Punti |
| ---- | --------------------- | ----- |
| 1    | Sven Nys              | 188   |
| 2    | Zdeněk Štybar         | 182   |
| 3    | Niels Albert          | 168   |
| 4    | Kevin Pauwels         | 125   |
| 5    | Bart Aernouts         | 115   |
| 6    | Gerben de Knegt       | 111   |
| 7    | Dieter Vanthourenhout | 101   |
| 8    | Klaas Vantornout      | 81    |
| 9    | Radomír Šimůnek jr.   | 68    |
| 10   | Erwin Vervecken       | 65    |

## Donne Elite

### Risultati
| # | Data        | Città      | Evento                        | Vincitore            | Leader della Cl. mondiale |
| - | ----------- | ---------- | ----------------------------- | -------------------- | ------------------------- |
| 1 | 10 ottobre  | Namur      | Cyclo-Cross de la Citadelle   | Daphny van den Brand | Daphny van den Brand      |
| 2 | 25 ottobre  | Oudenaarde | Koppenbergcross               | Pavla Havlíková      | Pavla Havlíková           |
| 3 | 29 dicembre | Loenhout   | Azencross                     | Daphny van den Brand | Pavla Havlíková           |
| 4 | 6 febbraio  | Lille      | Krawatencross                 | Marianne Vos         | Pavla Havlíková           |
| 5 | 21 febbraio | Oostmalle  | Internationale Sluitingsprijs | Marianne Vos         | Daphny van den Brand      |

### Classifica generale
| Pos. | Corridore              | Punti |
| ---- | ---------------------- | ----- |
| 1    | Daphny van den Brand   | 94    |
| 2    | Sanne Cant             | 88    |
| 3    | Helen Wyman            | 88    |
| 4    | Pavla Havlíková        | 87    |
| 5    | Sanne van Paassen      | 76    |
| 6    | Marianne Vos           | 72    |
| 7    | Joyce Vanderbeken      | 63    |
| 8    | Reza Hormes-Ravenstijn | 53    |
| 9    | Linda van Rijen        | 44    |
| 10   | Sophie de Boer         | 40    |

## Uomini Under-23

### Risultati
| # | Data        | Città      | Evento                        | Vincitore       | Leader della Cl. mondiale |
| - | ----------- | ---------- | ----------------------------- | --------------- | ------------------------- |
| 1 | 10 ottobre  | Namur      | Cyclo-Cross de la Citadelle   | Lubomír Petruš  | Lubomír Petruš            |
| 2 | 25 ottobre  | Oudenaarde | Koppenbergcross               | Robert Gavenda  | Robert Gavenda            |
| 3 | 21 novembre | Hasselt    | Grote Prijs van Hasselt       | Tom Meeusen     | Robert Gavenda            |
| 4 | 12 dicembre | Essen      | Grote Prijs Rouwmoer          | Tom Meeusen     | Tom Meeusen               |
| 5 | 29 dicembre | Loenhout   | Azencross                     | Tom Meeusen     | Tom Meeusen               |
| 6 | 1º gennaio  | Baal       | Grote Prijs Sven Nys          | Tom Meeusen     | Tom Meeusen               |
| 7 | 6 febbraio  | Lille      | Krawatencross                 | Arnaud Jouffroy | Tom Meeusen               |
| 8 | 21 febbraio | Oostmalle  | Internationale Sluitingsprijs | Jim Aernouts    | Tom Meeusen               |

### Classifica generale
| Pos. | Corridore               | Punti |
| ---- | ----------------------- | ----- |
| 1    | Tom Meeusen             | 156   |
| 2    | Jim Aernouts            | 136   |
| 3    | Jan Denuwelaere         | 133   |
| 4    | Robert Gavenda          | 129   |
| 5    | Kenneth Van Compernolle | 116   |
| 6    | Stef Boden              | 101   |
| 7    | Lubomír Petruš          | 85    |
| 8    | Arnaud Jouffroy         | 83    |
| 9    | Kacper Szczepaniak      | 76    |
| 10   | Paweł Szczepaniak       | 67    |